# Municipio de Prairie (condado de Jewell)
El municipio de Prairie (en inglés: Prairie Township) es un municipio ubicado en el condado de Jewell en el estado estadounidense de Kansas. En el año 2010 tenía una población de 121 habitantes y una densidad poblacional de 1,26 personas por km².

## Geografía
El municipio de Prairie se encuentra ubicado en las coordenadas 39°37′4″N 98°5′27″O / 39.61778, -98.09083. Según la Oficina del Censo de los Estados Unidos, el municipio tiene una superficie total de 95.7 km², de la cual 95,63 km² corresponden a tierra firme y (0,07 %) 0,07 km² es agua.

## Demografía
Según el censo de 2010, había 121 personas residiendo en el municipio de Prairie. La densidad de población era de 1,26 hab./km². De los 121 habitantes, el municipio de Prairie estaba compuesto por el 98,35 % blancos, el 0,83 % eran afroamericanos y el 0,83 % eran de una mezcla de razas. Del total de la población el 1,65 % eran hispanos o latinos de cualquier raza.